# 18142 Adamsidman
18142 Adamsidman este un asteroid din centura principală de asteroizi.

## Descriere
18142 Adamsidman este un asteroid din centura principală de asteroizi. A fost descoperit pe 31 iulie 2000 la Socorro, New Mexico, în cadrul proiectului LINEAR. Asteroidul prezintă o orbită caracterizată de o semiaxă mare de 2,23 ua, o excentricitate de 0,15 și o înclinație de 3,9° în raport cu ecliptica.